# Марі-Клер Давлюї
Марі-Клер Давлюї (фр. Marie-Claire Daveluy; 15 серпня 1880, Монреаль — 21 січня 1968, там же) — канадська письменниця, історикиня і бібліотекарка. Авторка численних творів для дітей та юнацтва.

## Біографія
Народилася 1880 року в Монреалі, в сім'ї Жоржа Давлюї та Марії Лесіор-Дезоньє. Здобула загальну освіту в монастирі Ошлага Сестер святого ім'я Ісуса та Марії. Після цього Давлюї, яка мала музикальні здібності і грала на фортепіано, вступила до Музичної академії Квебеку, проте професійною піаністкою не стала.
Деякий час працювала секретарем у бюро свого дядька-нотаріуса Едмона Дезоньє. 1917 року почався довгий етап її життя, пов'язаний з роботою в Міській бібліотеці Монреаля, де вона обіймала різні посади протягом двадцяти семи років. Того ж року почала писати свої «Інструкції зі складання бібліотечних каталогів», які опублікували лише 1952 року. Одночасно, з 1917 по 1920 рік, вивчала бібліотечну справу в Університеті Макгілла. Давлюї зробила великий внесок у розвиток бібліотечної справи в Канаді, ставши 1937 року одним із засновників Школи бібліотекарів при Монреальському університеті (нині Школа бібліотекознавства та інформаційних технологій: École de bibliothéconomie et des sciences de l'information de l'université de Montréal). Також відіграла важливу роль у створенні організацій, як-от Канадська асоціація франкомовних бібліотекарів (Association canadienne des bibliothécaires de langue française, 1943) та Канадсько-французька академія (Académie canadienne-française, 1944).
Давлюї також займалася історичними дослідженнями і, попри відсутність спеціальної історичної освіти, 1917 року стала першою жінкою, прийнятою в Історичне товариство Монреалю. Її перші статті на історичні теми, що належать до 1910-х років; згодом вона регулярно друкувалася в таких виданнях, як «La Bonne Parole», «Laction Française», «La Revue d'histoire de l'Amérique française» й інших. Написала низку статей для «Канадського біографічного словника». У 1943—1948 роках вела щотижневу історичну рубрику на канадському радіо. Феміністка і суфражистка, Давлюї виявляла особливий інтерес до біографій жінок і висвітлення їхній вклад в національну історію. 1934 року написана нею біографія Жанни Манс («Jeanne-Mance, 1606—1677») відзначена преміями Давида і Французької академії. 1958 року Давлюї ушанована медаллю Історичного товариства Монреаля й обрана почесним доктором Монреальського університету.
Крім видатного внеску в бібліотекознавство та історіографію Канади, Давлюї знана своїми численними творами для дітей та юнацтва. Багато з них написані на теми, почерпнуті з історії Канади та Франції, та поєднують історичну достовірність з художньою вигадкою. Великий успіх мала серія з шести книг «Perrine et Charlot», 1924 року відзначена премією Давида, і трилогія «Le Richelieu héroïque». Для дітей також писала казки, серед яких найвідоміші «Le Filleul du roi Grolo», «Sur les ailes de l'oiseau bleu» і «Une révolte au pays des fées».
Померла 1968 року. Похована на цвинтарі Нотр-Дам-де-Ніж. Її ім'ям названо парк у Монреалі.